# Mieczysław Kowalewski
Mieczysław Kowalewski (ur. 21 czerwca 1857 w Żukowie na Wołyniu, zm. 26 czerwca 1919 w Zakopanem) – polski zoolog i parazytolog. Zwolennik ewolucjonizmu, miłośnik i znawca Tatr, wydawca tzw. „Kalendarzyka Tatrzańskiego”.

## Biografia
W latach 1903–1919 był profesorem Akademii Rolniczej w Dublanach; od 1907 do 1919 – Szkoły Politechnicznej we Lwowie. Od 1904 członek Komisji Fizjograficznej, a od 1917 członek korespondent Akademii Umiejętności.
W czasie I wojny światowej mieszkał w Zakopanem, a bywał tam już od 1888. Brał czynny udział w zakopiańskim komitecie pomocy ofiarom wojny. Badał tatrzańskie nazwy geograficzne i uczestniczył w dyskusjach związanych z tym tematem. Był jednym z pierwszych członków Sekcji Turystycznej Towarzystwa Tatrzańskiego. Opisał kilka nowych gatunków, m.in. przywrę Bilharziella polonica i tasiemca Tatria biremis (nazwę nadał z myślą o Tatrach). Badania prowadził w kraju oraz za granicą.
Często pisał pod pseudonimami (A. Groń), dlatego długo pozostał nieznany wśród historyków Tatr. Jego życiorys został opublikowany w „Roczniku Podhalańskim” dopiero w 1992.

## Artykuły
- Łysanki w Tatrach („Przegląd Zakopiański” 1899, nr 4–5)
- Upłaz Kalacki („Przegląd Zakopiański” 1899, nr 12)
- O nazwach miejscowości w Tatrach („Przegląd Zakopiański” 1899, nr 15)
- O potrzebie niektórych reform w działalności Towarzystwa Tatrzańskiego („Przegląd Zakopiański” 1900, nr 2–4 i 6–8)
- Po pożarze Dworca Tatrzańskiego i restauracji w Kuźnicach („Przegląd Zakopiański” 1900, nr 14)
- Ścieżka „Za Reglami” („Przegląd Zakopiański” 1900, nr 31)

## Ordery i odznaczenia
- Krzyż Komandorski Orderu Odrodzenia Polski (pośmiertnie, 11 listopada 1936)[3]